# Prachatice I
Prachatice I jsou část města Prachatice ve stejnojmenném okrese v Jihočeském kraji, představující jeho původní středověké jádro. Je zde evidováno 182 adres. V roce 2011 zde trvale žilo 682 obyvatel.
Prachatice I leží v katastrálním území Prachatice  o výměře 20,33 km².

## Historie
První písemná zmínka o vesnici pochází z roku 1312.
Prachatice I vznikly k 1. červenci 1980 jako část města Prachatice ve stejnojmenném okrese.

## Obyvatelstvo
| Rok            | 1869  | 1880  | 1890  | 1900  | 1910  | 1921  | 1930  | 1950  | 1961  | 1970  | 1980 | 1991 | 2001 | 2011 | 2021 |
| -------------- | ----- | ----- | ----- | ----- | ----- | ----- | ----- | ----- | ----- | ----- | ---- | ---- | ---- | ---- | ---- |
| Počet obyvatel | 3 617 | 4 359 | 4 141 | 2 047 | 2 017 | 4 309 | 1 865 | 4 471 | 4 854 | 1 358 | 850  | 745  | 762  | 682  | 767  |
| Počet domů     | 348   | 372   | 384   | 170   | 168   | 171   | 178   | 576   | 606   | 176   | 132  | 139  | 130  | 149  | 141  |